# Aidophus impressus
Aidophus impressus är en skalbaggsart som beskrevs av Rudolph Petrovitz 1970. Aidophus impressus ingår i släktet Aidophus och familjen Aphodiidae. Inga underarter finns listade i Catalogue of Life.